# 长茎藁本
长茎藁本（学名：Ligusticum thomsonii）是伞形科藁本属的植物。分布在巴基斯坦、印度以及中国大陆的青海、西藏、甘肃等地，生长于海拔2,200米至4,200米的地区，多生于灌丛、林缘和草地，目前已由人工引种栽培。

## 變種
- 开展藁本 Ligusticum thomsonii C. B. Clarke var. evolutior C. B. Clarke